# Catalunya (revista)
Catalunya es una revista anarcosindicalista en catalán fundada originalmente el 22 de febrero de 1937 y vuelta publicar desde 1976.
Fundada como órgano de expresión del sindicato Confederación Nacional del Trabajo (CNT) de Cataluña, fue la primera publicación hecha íntegramente en catalán editada por la Confederación Nacional del Trabajo. En esta primera época, uno de sus directores fue Joan Peiró. En 1976 se volvió a publicar comenzando así una nueva época. Posteriormente tras la escisión de CNT de los sectores que conformarían más adelante la Confederación General del Trabajo (CGT) de Cataluña, esta publicación pasó a ser su órgano escrito de expresión. La temática refleja las actividades del sindicato y del amplio espectro de movimientos sociales de izquierda de los Países Catalanes. Su periodicidad es mensual y es repartida gratuitamente entre los afiliados a la sección catalana del sindicato.

Primera portada del diario Catalunya.1937
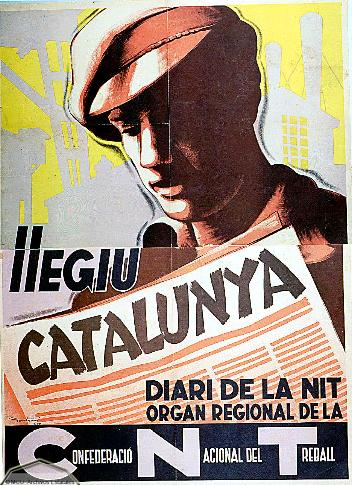
Cartel publicitario en catalán: Leed Catalunya. Diario de la noche. Organo regional de la Confederación Nacional del Trabajo